# O-157
O-157(읽는 법: 오-일오칠, 영어:Escherichia coli O157:H7)은 혈청형 박테리아 종이고, 시가 독성을 가진 대장균이다. 멸균이 되지 않은 우유나 익지 않은 갈은 소고기를 포함해서 오염된 날 음식을 통해서 생기는 식품 매개 질병의 원인균이다. 이 유형의 병원성 박테리아에 감염되면, 3~4일의 잠복기를 거쳐 출혈성 설사와 복통 증상이 나타나며, 심하면 신부전증이나 뇌장애를 일으킬 수 있다. 대부분의 전염은 오염된 생잎 채소, 덜 익힌 고기나 생 우유의 유통을 통해 발생한다.

## 징후 및 증상
O-157의 감염은 종종 심한 급성 출혈성 설사와 복부 경련을 유발한다. 일반적으로 열이 거의 없거나 전혀 없으며, 질병은 5~10일 내에 해결된다. 때로는 무증상일 수 있다.
5세 미만의 어린이나 면역력이 손상된 사람 및 노인의 경우 감염으로 인해 적혈구가 파괴되어 신장 기능이 일부 정지되는 용혈성 요독 증후군(HUS)이 발생할 수 있다. 감염자의 약 2-7%가 합병증을 유발한다. 

## 감염 경로
O-157은 오염된 음식이나 오염된 물 또는 오염된 물질의 표면과 구강 접촉으로 인해 감염될 수 있다. 주된 경로로 익지 않은 소고기와 잎이 많은 채소와 생우유를 들 수 있다. 밭은 물을 주는 관개 과정이나 자연적으로 토양에 유입되는 오염된 물을 통해 박테리아에 오염된다. 오염된 밭의 채소가 잘 씻지 않은 채로 섭취되면 감염이 될 수 있는 것이다. 

## 치료
- 대증치료 : 수분공급 및 전해질 교정(지사제 투여는 권장치 않음)
- 항생제 요법 : 시프로플록사신, 코트리목사졸, 암피실린 등의 항생제를 투여해볼 수 있으나 효과자체에 대해 논란이 있음
- 급성신부전 : 혈액 투석

※조기에 적절한 치료를 받으면 완전히 회복이 될 수 있다.

## 같이 보기
- 2011년 독일 슈퍼박테리아 확산